# Сузана Лазович
Сузана Лазович  (серб. Сузана Лазовић, 28 січня 1992) — чорногорська гандболістка, олімпійська медалістка.

## Виступи на Олімпіадах
| Олімпіада   | Дисципліна | Місце |
| ----------- | ---------- | ----- |
| Лондон 2012 | гандбол    | 2     |